# Периторо

Периторо на карте штата.

Периторо (порт. Peritoró) — муниципалитет в Бразилии, входит в штат Мараньян. Составная часть мезорегиона Восток штата Мараньян. Входит в экономико-статистический микрорегион Кодо. Население составляет 21 201 человек на 2010 год. Занимает площадь 824,725 км². Плотность населения — 25,71 чел./км².

## Демография
Согласно сведениям, собранным в ходе переписи 2010 г. Национальным институтом географии и статистики (IBGE), население муниципалитета составляет:
| Полное население                               | Полное население                               | Полное население                               | Полное население                               | 21 201 |
| ---------------------------------------------- | ---------------------------------------------- | ---------------------------------------------- | ---------------------------------------------- | ------ |
| в том числе:                                   | Городское население                            | 7752                                           | Процент городского населения, %                | 36,56  |
|                                                | Сельское население                             | 13 449                                         | Процент сельского населения, %                 | 63,44  |
|                                                | Мужское население                              | 10 569                                         | Процент мужского населения, %                  | 49,85  |
|                                                | Женское население                              | 10 632                                         | Процент женского населения, %                  | 50,15  |
| Плотность населения, чел/км²                   | Плотность населения, чел/км²                   | Плотность населения, чел/км²                   | Плотность населения, чел/км²                   | 25,71  |
| Население муниципалитета в % к населению штата | Население муниципалитета в % к населению штата | Население муниципалитета в % к населению штата | Население муниципалитета в % к населению штата | 0,32   |

По данным оценки 2016 года, население муниципалитета составляет 22 602 жителя.

## Статистика
- Валовой внутренний продукт на 2003 год составляет 32 690 291,00 реалов (данные: Бразильский институт географии и статистики).
- Валовой внутренний продукт на душу населения на 2003 год составляет 1728,00 реалов (данные: Бразильский институт географии и статистики).
- Индекс развития человеческого потенциала на 2000 год составляет 0,537 (данные: Программа развития ООН).